# رمزي جابر
رمزي جابر هو ناشط فلسطيني في حرية الإنترنت ومكافحة رقابة الإنترنت.

## بدايته
ولد رمزي جابر في القدس بالضفة الغربية ودرس في جامعة مكغيل في مونتريال بكندا وعمل في باريس ودبي.

## النشاط
ترك رمزي جابر عمله مهندس بناءات في دبي ورجع لرام الله أين نظم فعالية تيد إكس رام الله. وأسس كذلك موقع أونلاين سنسرشيب (onlinecensorship.org)في 2012. وأنشأ موقع فيجيولايزينغ فلسطين (visualizingpalestine.org).

## وصلات خارجية
- موقع أونلاين سنسرشيب
- تيد إكس رام الله